# Дарвиноптер
Дарвиноптер (лат. Darwinopterus) — род птерозавров, принадлежащих кладе Novialoidea, живших в юрском периоде 167,7—150,8 млн лет назад на территории современного Китая. В состав рода включено 3 вида. Название роду дано в честь Чарлза Дарвина.

## Этимология
Первая составная часть родового названия Darwinopterus дана в честь Чарльза Дарвина, по случаю годовщины его дня рождения. Вторая часть образована от латинизированного греческого слова πτερον — «крыло».

## Распространение
Все находки были сделаны в местности Linglongta провинции Ляонин с слоях формации Tiaojishan.

## Классификация
- Darwinopterus linglongtaensis Wang et al., 2010
- Darwinopterus modularis Lü et al., 2010
- Darwinopterus robustodens Lü et al., 2011

## Виды

### Darwinopterus linglongtaensis
Был описан в 2010 году китайским учёным Ван Сяолинем в соавторстве с другими исследователями. Обозначение вида относится к местности Linglongta. Голотип IVPP V16049 состоит из почти полного скелета молодого животного. Вид отличается от D. modularis в основном более высоким черепом и короткими тупыми зубами. Череп имеет длину 119,2 мм, бедренная кость равна десяти сантиметрам.

### Darwinopterus modularis
Типовый вид Darwinopterus modularis был описан в 2009 году Люй Цзюньчаном в соавторстве с другими исследователями. Видовое название modularis относится к исследованиям модульной эволюции видов в природы. Являлся относительно маленьким птерозавром с длинным хвостом. Самые крупные экземпляры описанного вида имеют череп длиной 48 см (19 дюймов) и длиной крыла до 46 сантиметров, это говорит о том, что размах крыльев у него был около одного метра. До своего научного описания он носил неофициальное имя «Фрэнк», в честь персонажа Франкенштейна.

### Darwinopterus robustodens
Вид описан в 2011 году китайскими исследователями Люй Чзюньчаном, Xu Li, Chang Huali и Zhang Xingliao. Обозначение вида означает «с надёжными зубами». Вид был изучен на основе хорошо сохранившегося образца 41HIII-0309A, который отличается наличием больших зубов. В соответствии с исследованиями, зубы были адаптированы к поеданию жуков, которые обладали плотными щитками.

## Филогения
Описание нового вида подняло вопрос о том, какое положение занимает дарвиноптер в родословной птерозавров. Точный кладистический анализ показал, что строение головы и шеи близко к представителям группы Pterodactyloidea. Но также данный род разделяет признаки группы Rhamphorhynchidae в составе клады Breviquartossa. Таким образом он был определён как сестринский таксон по отношению к группе Pterodactyloidea. Для их объединения была выделена новая клада Monofenestrata Lü et al., 2010.

### Кладограмма
|                | Rhamphorhynchidae                                                  |
|                |                                                                    |
| Monofenestrata | \| \| Darwinopterus \| \| \| \| \| \| Pterodactyloidea \| \| \| \| |
|                | \| \| Darwinopterus \| \| \| \| \| \| Pterodactyloidea \| \| \| \| |
|                | Darwinopterus                                                      |
|                |                                                                    |
|                | Pterodactyloidea                                                   |
|                |                                                                    |

|  | Darwinopterus    |
|  |                  |
|  | Pterodactyloidea |
|  |                  |